# 勒法耶勒
勒法耶勒（法語：Le Fayel，法語發音：[lə fajɛl]）是法国瓦兹省的一个市镇，属于贡比涅区。该市镇总面积2.56平方公里，2009年时的人口为233人。

## 人口
勒法耶勒人口变化图示